# 乙酸锰(II)
乙酸锰(II)，化学式Mn(CH3COO)2。

## 性质
四水物为淡红色结晶，极易溶于水和乙醇。

## 制备
1、由金属锰与乙酸反应而得。
{\displaystyle \ Mn+2CH_{3}COOH\rightarrow Mn(CH_{3}COO)_{2}+H_{2}\uparrow }
2、硫酸锰与碳酸钠反应沉淀出碳酸锰，过滤后用乙酸溶解而得。
{\displaystyle \ MnSO_{4}+Na_{2}CO_{3}\rightarrow MnCO_{3}\downarrow +Na_{2}SO_{4}}
{\displaystyle \ MnCO_{3}+2CH_{3}COOH\rightarrow Mn(CH_{3}COO)_{2}+CO_{2}\uparrow +H_{2}O}
无水物可以通过硝酸锰与乙酸酐反应制备。

## 用途
用作乙醛氧化和二甲苯高温氧化的催化剂、纤维染色氧化催化剂、清漆和涂料的干燥剂、媒染剂，也用于食品包装、饲料添加剂和肥料。